# Bernhard Flaschberger (sciatore 1962)
Bernhard Flaschberger (29 settembre 1962) è un ex sciatore alpino austriaco.

## Biografia
Discesista puro originario di Weißbriach di Gitschtal e fratello di Christian, a sua volta sciatore alpino, nella stagione 1980-1981 vinse la classifica di specialità in Coppa Europa; in Coppa del Mondo ottenne il primo piazzamento il 13 dicembre 1981 in Val Gardena arrivando 6º e tale risultato sarebbe rimasto il migliore di Flaschberger nel massimo circuito, nel quale ottenne l'ultimo piazzamento il 28 gennaio 1984 a Garmisch-Partenkirchen (14º). Non prese parte a rassegne olimpiche né ottenne piazzamenti ai Campionati mondiali.

## Palmarès

### Coppa del Mondo
- Miglior piazzamento in classifica generale: 61º nel 1983

### Coppa Europa
- Vincitore della classifica di discesa libera nel 1981[1]
- 3 podi[senza fonte]